# Tacrólimus
El tacrólimus (también FK-506 o fujimicina) es un fármaco inmunosupresor usado principalmente después de trasplantes alogénicos para reducir la actividad del sistema inmunitario y así disminuir el riesgo de rechazo. Este reduce la actividad de células T e interleucina 2 (IL-2). También es usado en preparación tópica en el tratamiento de dermatitis grave, uveítis refractaria después de trasplantes de médula ósea, y en el vitíligo. Es un macrólido con un anillo de lactona de 23 miembros, descubierto en 1984 del caldo de fermentación de una muestra de suelo japonés que contenía la bacteria Streptomyces tsukubaensis.

## Historia
El tacrólimus fue descubierto en 1984 por un equipo japonés liderado por T. Goto, T. Kino y H. Hatanaka; estaba dentro de los primeros macrolidos inmunosupresores descubiertos, precedido por el hallazgo del sirolimus (rapamicina) en Rapa Nui (nombre original de la isla de Pascua) en 1975.
El tacrólimus fue encontrado en hongos terrestres, como la ciclosporina; sin embargo, a diferencia de esta, el tacrólimus es producido por un tipo de bacteria, Streptomyces tsukubaensis.
El nombre «tacrólimus» es derivado de 'Tsukuba macrolide immunosuppressant'.
El fármaco es apropiado por Astellas Pharma Inc., y vendido bajo el nombre comercial de Prograf, Advagraf y Protopic. Algunas veces es mencionado como FK-506. Fue inicialmente aprobado por la Food and Drug Administration (FDA) en 1994 para uso en trasplantes hepáticos, y se ha extendido para incluir trasplantes de riñón, corazón, intestino delgado, páncreas, pulmón, tráquea, piel, córnea, médula ósea, y miembros.

## Farmacología
El tacrólimus es químicamente un macrólido que, al reducir la actividad de la peptidil-prolil-isomerasa por medio de la unión a inmunofilina FKBP12 (proteína de unión FK506), da lugar a un nuevo complejo. Este complejo FKBP12-FK506 interactúa e inhibe la calcineurina, limitando así la actividad de transmisión de señales de los linfocitos T y la transcripción de IL-2.
Esta actividad es similar a la de la ciclosporina, si bien diversos estudios han demostrado que la incidencia de rechazo agudo es menor con el tacrólimus. Aunque el efecto inmunosupresor a corto plazo y supervivencia del trasplante han demostrado ser similares entre los dos fármacos, el tacrólimus ofrece un perfil lipídico más favorable, lo que tiene implicaciones importantes a largo plazo sobre el pronóstico.

## Indicaciones

### Inmunosupresión posterior al trasplante
El tacrólimus tiene propiedades inmunosupresoras similares a las de la ciclosporina, pero es mucho más potente a igual volumen. Al igual que esta, tiene un amplio rango de interacciones, incluyendo la interacción con el pomelo, que incrementa la concentración plasmática del tacrólimus. Algunos de los nuevos antifúngicos, en especial del tipo azol, como fluconazol y posaconazol, también incrementan los niveles del fármaco por competencia con las enzimas que los degradan. La inmunosupresión con tacrólimus está asociada con una tasa significativamente más baja de rechazo agudo comparado con la ciclosporina (30.7% vs 46.4%), basado en un estudio.
La respuesta clínica es mejor con tacrólimus que con ciclosporina emulsificada durante el primer año de trasplante hepático.

### Uso en el tratamiento de colitis ulcerosa
En años recientes, el tacrólimus ha sido usado para suprimir la inflamación asociada a la colitis ulcerosa. No obstante ser usado casi exclusivamente en ensayos clínicos solamente, el tacrólimus ha demostrado tener una efectividad en la supresión de ataques de colitis ulcerativa.

### Uso dermatológico
Como ungüento tópico, el tacrólimus es una adición reciente al tratamiento de eczema, particularmente dermatitis atópica. Este suprime la inflamación en forma similar a los esteroides, y tiene una potencia similar a los esteroides de mediana potencia. Una ventaja importante del tacrólimus es que a diferencia de los esteroides, este no causa adelgazamiento de la piel (atrofia), u otros efectos adversos relacionados con los esteroides. Este puede de ese modo ser usado continuamente (se han realizado ensayos clínicos de hasta un año), y aplicado en la piel delgada sobre la cara y párpados. Compuestos de uso tópico basados en tacrólimus, como Protopic, suelen emplearse para el tratamiento de afecciones de la piel de carácter autoinmune, como por ejemplo el vitíligo.
Recientemente también ha sido usado para el tratamiento de vitíligo segmentario en niños, especialmente sobre la cara.
El efecto adverso más común asociado con el uso del tacrólimus comprenden la sensación de piel quemada, prurito, síntomas seudogripales, cefalea. El uso de tacrólimus tópico debería ser evitado en lesiones malignas conocidas o sospechosas. El uso en pacientes con síndrome de Netherton o enfermedades cutáneas similares no es recomendado. Los pacientes deberían evitar o minimizar la exposición a la luz solar natural o artificial. Las infecciones cutáneas deberían ser tratadas previo a su aplicación, ya que puede haber un mayor riesgo para ciertas infecciones de la piel. El tacrólimus tópico no debe ser usado con vendajes oclusivos.

## Contraindicaciones y precauciones
- lactancia
- enfermedad hepática
- inmunosupresión
- niños
- infección
- administración intravenosa
- enfermedades neoplásicas, tales como:
  - cáncer de piel
  - cáncer de pulmón
- vendajes oclusivos
- oliguria
- embarazo
- QT prolongado
- exposición a la luz solar (UV)
- pomelo o zumo de pomelo[14]

## Efectos adversos

### Administración oral e intravenosa
Los efectos adversos pueden ser graves e incluyen
- visión borrosa
- problemas hepáticos
- problemas renales (como nefrotoxicidad)
- convulsiones
- temblores
- hipertensión
- hipomagnesemia
- diabetes mellitus
- hiperglicemia
- hiperkalemia
- prurito
- insomnio
- confusión
- disminución de apetito
- vértigo
- depresión
- calambres
- neuropatía
- riesgo incrementado de potenciar la gravedad de patologías infecciosas e infecciones virales existentes, tales como herpes zóster o por polioma.

### Uso tópico
Un efecto colateral común del uso como ungüento tópico ―si es usado en un área amplia― es la sensación de quemazón y prurito en las primeras una o dos aplicaciones. Efectos adversos menos comunes incluyen síntomas gripales, cefalea, tos e irritación ocular.

### Riesgo de cáncer
El tacrólimus y el pimecrolimus (un fármaco relacionado utilizado para el eczema), fueron sospechosos de conllevar un riesgo de cáncer, sin embargo este tema se encuentra controvertido. La FDA emitió una advertencia en marzo de 2005 para el fármaco, basado en modelos animales y número reducido de pacientes. Hasta que estudios adicionales en humanos proporcionaran resultados más conclusivos, la FDA recomendó que los usuarios fueran avisados del riesgo potencial. Sin embargo, en la práctica corriente de los dermatólogos del Reino Unido no consideran que esto tenga implicaciones relevantes y han recomendado progresivamente el uso del nuevo fármaco.